# Khúc côn cầu trên cỏ tại Đại hội Thể thao châu Á 1966
Nội dung thi đấu bộ môn Khúc côn cầu trên cỏ chỉ dành cho nam tại Đại hội Thể thao châu Á 1966 ở Bangkok, Thái Lan.
Ấn Độ giành huy chương vàng lần đầu tiên sau khi đánh bại nhà đương kim vô địch hai lần liên tiếp là Pakistan 1–0 sau hiệp phụ trong trận chung kết. Nhật Bản đã giành được huy chương lần đầu tiên khi đánh bại Malaysia 1–0 trong trận tranh huy chương đồng.

## Danh sách huy chương
| Nội dung | Vàng | Bạc | Đồng |
| -------- | --- | --- | --- |
| Nam      | Ấn Độ · A. L. Frank · Balbir Singh Grewal · Haripal Kaushik · Balbir Singh Kular · Balbir Singh Kullar · Mohinder Lal · Shankar Lakshman · John Peter · Dharam Singh · Gurbux Singh · Harbinder Singh · Harmik Singh · Inder Singh · Jagdeep Singh · Jagjit Singh · Prithipal Singh · Tarsem Singh · Noel Toppo | Pakistan · Muhammad Ashfaq · Laeeq Ahmed · Muhammad Akhtar · Saeed Anwar · Tariq Aziz · Khizer Nawaz Bajwa · Jahangir Butt · Munir Dar · Abdul Hamid · Jahangir Khan · Khalid Mahmood · Muhammad Asad Malik · Riazuddin Moghal · Tariq Niazi · Fazal-ur-Rehman · Muhammad Rashid · Abdul Waheed · Khwaja Zakauddin | Nhật Bản · Hiroshi Fujishima · Seiji Hashimoto · Yukitoshi Hata · Nobuo Ide · Yukio Kamimura · Shigeo Kaoku · Akio Kudo · Norihiko Matsumoto · Shozo Nishimura · Satokazu Otsuka · Katsumi Shirato · Takashi Sugiura · Hiroyuki Takagi · Akio Takashima · Akihito Wada · Minoru Yoshimura · Katsuhiro Yuzaki · Tsuneya Yuzaki |

## Chia bảng
Lễ bốc thăm thi đấu khúc côn cầu được tổ chức vào ngày 5 tháng 12 năm 1966.
| Bảng A - Pakistan - Nhật Bản - Hồng Kông - Thái Lan | Bảng B - Ấn Độ - Malaysia - Hàn Quốc - Ceylon |

## Kết quả

### Vòng sơ loại

#### Bảng A
| VT | Đội          | ST | T | H | B | BT | BB | HS  | Đ | Giành quyền tham dự |
| -- | ------------ | -- | - | - | - | -- | -- | --- | - | ------------------- |
| 1  | Pakistan     | 3  | 2 | 1 | 0 | 18 | 0  | +18 | 5 | Bán kết             |
| 2  | Nhật Bản     | 3  | 2 | 1 | 0 | 5  | 0  | +5  | 5 | Bán kết             |
| 3  | Hồng Kông    | 3  | 1 | 0 | 2 | 2  | 6  | −4  | 2 |                     |
| 4  | Thái Lan (H) | 3  | 0 | 0 | 3 | 0  | 19 | −19 | 0 |                     |

| 12 tháng 12 năm 1966 |

| Pakistan | 0–0 | Nhật Bản |
| -------- | --- | -------- |
|          |     |          |

|  |

| 12 tháng 12 năm 1966 |

| Hồng Kông | 2–0 | Thái Lan |
| --------- | --- | -------- |
|           |     |          |

|  |

| 13 tháng 12 năm 1966 |

| Pakistan | 5–0 | Hồng Kông |
| -------- | --- | --------- |
|          |     |           |

|  |

| 13 tháng 12 năm 1966 |

| Nhật Bản | 4–0 | Thái Lan |
| -------- | --- | -------- |
|          |     |          |

|  |

| 15 tháng 12 năm 1966 |

| Pakistan | 13–0 | Thái Lan |
| -------- | ---- | -------- |
|          |      |          |

|  |

| 15 tháng 12 năm 1966 |

| Nhật Bản | 1–0 | Hồng Kông |
| -------- | --- | --------- |
|          |     |           |

|  |

#### Bảng B
| VT | Đội                      | ST | T | H | B | BT | BB | HS | Đ | Giành quyền tham dự |
| -- | ------------------------ | -- | - | - | - | -- | -- | -- | - | ------------------- |
| 1  | Ấn Độ                    | 3  | 3 | 0 | 0 | 9  | 0  | +9 | 6 | Bán kết             |
| 2  | Malaysia                 | 3  | 1 | 1 | 1 | 2  | 1  | +1 | 3 | Bán kết             |
| 3  | Hàn Quốc                 | 3  | 1 | 0 | 2 | 1  | 7  | −6 | 2 |                     |
| 4  | Bản mẫu:Country data CEY | 3  | 0 | 1 | 2 | 0  | 4  | −4 | 1 |                     |

| 12 tháng 12 năm 1966 |

| Hàn Quốc | 1–0 | Ceylon |
| -------- | --- | ------ |
|          |     |        |

|  |

| 12 tháng 12 năm 1966 |

| Ấn Độ | 1–0 | Malaysia |
| ----- | --- | -------- |
|       |     |          |

|  |

| 13 tháng 12 năm 1966 |

| Malaysia | 2–0 | Hàn Quốc |
| -------- | --- | -------- |
|          |     |          |

|  |

| 13 tháng 12 năm 1966 |

| Ấn Độ | 3–0 | Ceylon |
| ----- | --- | ------ |
|       |     |        |

|  |

| 14 tháng 12 năm 1966 |

| Ấn Độ | 5–0 | Hàn Quốc |
| ----- | --- | -------- |
|       |     |          |

|  |

| 14 tháng 12 năm 1966 |

| Malaysia | 0–0 | Ceylon |
| -------- | --- | ------ |
|          |     |        |

|  |

### Vòng phân hạng
|  | Bán kết hạng 5–8 | Bán kết hạng 5–8 |   |  | Trận tranh hạng 5 | Trận tranh hạng 5 |  |
|  |                  |                  |   |  |                   |                   |  |
|  | 16 tháng 12      |                  |   |  |                   |                   |  |
|  | Hồng Kông        | 1                |   |  |                   |                   |  |
|  | Ceylon           | 3                |   |  |                   |                   |  |
|  |                  |                  |   |  |                   |                   |  |
|  |                  |                  |   |  | 17 tháng 12       |                   |  |
|  |                  |                  |   |  | Ceylon            | 1                 |  |
|  |                  | Hàn Quốc         | 0 |  |                   |                   |  |
|  |                  |                  |   |  |                   |                   |  |
|  |                  |                  |   |  |                   |                   |  |
|  |                  |                  |   |  |                   |                   |  |
|  | 16 tháng 12      |                  |   |  |                   |                   |  |
|  | Hàn Quốc         | 1                |   |  |                   |                   |  |
|  | Thái Lan         | 0                |   |  |                   |                   |  |

#### Bán kết hạng 5–8
| 16 tháng 12 năm 1966 |

| Hồng Kông | 1–3 | Ceylon |
| --------- | --- | ------ |
|           |     |        |

|  |

| 16 tháng 12 năm 1966 |

| Hàn Quốc | 1–0 | Thái Lan |
| -------- | --- | -------- |
|          |     |          |

|  |

#### Trận tranh hạng 5
| 17 tháng 12 năm 1966 |

| Ceylon | 1–0 | Hàn Quốc |
| ------ | --- | -------- |
|        |     |          |

|  |

### Vòng tranh huy chương
|  | Bán kết     | Bán kết      |                       |   | Tranh huy chương vàng | Tranh huy chương vàng |
|  |             |              |                       |   |                       |                       |
|  | 16 tháng 12 |              |                       |   |                       |                       |
|  |             |              |                       |   |                       |                       |
|  | Pakistan    | 5            |                       |   |                       |                       |
|  | Pakistan    | 5            | 19 tháng 12           |   |                       |                       |
|  | Malaysia    | 1            |                       |   |                       |                       |
|  | Malaysia    | 1            | Pakistan              | 0 |                       |                       |
|  | 16 tháng 12 |              | Pakistan              | 0 |                       |                       |
|  |             | Ấn Độ (h.p.) | 1                     |   |                       |                       |
|  | Ấn Độ       | Ấn Độ (h.p.) | 1                     | 3 |                       |                       |
|  | Ấn Độ       |              |                       | 3 |                       |                       |
|  | Nhật Bản    | 0            |                       |   |                       |                       |
|  | Nhật Bản    | 0            | Tranh huy chương đồng |   |                       |                       |
|  |             |              |                       |   |                       |                       |
|  | 19 tháng 12 |              |                       |   |                       |                       |
|  |             |              |                       |   |                       |                       |
|  | Malaysia    | 0            |                       |   |                       |                       |
|  | Malaysia    | 0            |                       |   |                       |                       |
|  | Nhật Bản    | 1            |                       |   |                       |                       |

#### Bán kết
| 16 tháng 12 năm 1966 |

| Pakistan | 5–1 | Malaysia |
| -------- | --- | -------- |
|          |     |          |

|  |

| 16 tháng 12 năm 1966 |

| Ấn Độ | 3–0 | Nhật Bản |
| ----- | --- | -------- |
|       |     |          |

|  |

#### Tranh huy chương đồng
| 12 tháng 12 năm 1966 |

| Malaysia | 0–1 | Nhật Bản |
| -------- | --- | -------- |
|          |     |          |

|  |

#### Tranh huy chương vàng
| 12 tháng 12 năm 1966 |

| Pakistan | 0–1 (h.p.) | Ấn Độ            |
| -------- | ---------- | ---------------- |
|          | Report     | Balbir Singh 90' |

|  |

## Bảng xếp hạng cuối cùng
1. Ấn Độ
2. Pakistan
3. Nhật Bản
4. Malaysia
5. Bản mẫu:Country data CEY
6. Hàn Quốc
7. Hồng Kông
8. Thái Lan